# Sant Jaume de Bràfim
Sant Jaume de Bràfim és l'església parroquial de Bràfim (Alt Camp). Està protegida com a bé cultural d'interès local.

## Descripció
L'església parroquial de Sant Jaume està situada en el centre de la vila. Presenta una façana d'estructura simètrica, amb el campanar a la banda esquerra, de planta quadrada i dos cossos vuitavats en disminució progressiva. La porta d'accés, centrada, és rectangular, amb carreus de pedra regular. S'hi arriba a través de quatre graons. Corona la llinda una fornícula amb la imatge del Sant a qui és dedicada l'església. Al centre de la façana hi ha una gran obertura circular. L'acabament presenta un timpà coronat per una petita espadanya. El material bàsic de l'obra és la pedra. L'interior és d'una nau amb cinc trams, capelles laterals comunicades per obertures d'arc de mig punt, i absis poligonals. La nau es cobreix amb volta de canó amb llunetes, i les capelles amb voltes d'aresta. El cor és als peus.

## Història
L'església va ser construïda a les darreries del segle xviii sobre la planta d'un temple anterior, alguns murs del qual van ser aprofitats. L'obra va ser dirigida per Ramon Sanabra (mestre d'obres), i hi van participar treballadors francesos. El finançament va ser en bona part degut a Joan Busquets, governador de Savallà i Vallmoll. El llit de la Mare de Déu data de l'any 1715, i l'orgue de l'any 1730. Apareix documentada la data de 1794-97 com la del daurat del retaule barroc, obra realitzada per Joan Guasch de Valls.
El 1881 s'hi van fer obres d'ampliació, en construir-se la capella del Santíssim en el lloc que abans ocupava l'antic cementiri. La parròquia està adscrita a l'arxiprestat de l'Alt Camp, de l'arquebisbat de Tarragona.